# Mangarti
Mangarti est le nom mongol d'un jeu de cartes.Il se joue avec un jeu de 52 cartes et un cahier pour comptabiliser les points. Mangarti signifie "stupide" en langue Mongole et les règles du jeu semblent effectivement l'être. En réalité, il n'y a pas de gagnant à proprement parler car le jeu s'arrête dès qu'un joueur totalise 108 points.
Le Mangarti est un jeu de défausse et il en existe des versions apparentées (sous le nom de Mao, le Uno ou le 8 américain). Le nom du Mangarti est probabalement dû à une popularisation de ce dernier jeu à une époque où tout ce qui venait d'Amérique ne pouvait qu'être "stupide" ou "idiot".

## Règles du jeu
Le jeu consiste à éliminer un joueur aux points.
Ne retenir que les 32 cartes au-dessus du six. Mélanger les cartes et couper. Le donneur distribue 5 cartes à chaque joueur. Faire une pile avec le reste des cartes, faces cachées : elle constituera la pioche.
Retourner la première carte de la pioche, pour la poser face visible à côté de la pioche, afin de commencer le talon. Cette carte servira comme base de départ. S'il s'agit d'une dame, le donneur choisit la couleur.
Les joueurs se défaussent de leurs cartes en suivant soit la même couleur (cœur, pique, carreau, trèfles), soit en en suivant la même valeur. L'action dépend aussi de la carte précédente qui est posée sur le talon.
On joue plusieurs parties, et on compte après chaque partie les points (somme de la valeur des cartes de chaque joueur). Le jeu s'arrête dès qu'un joueur a atteint ou dépassé les 108 points. S'il a exactement 108 points, son score retombe à 54 points et donc il continue à jouer.

## Valeur et effets des cartes sur le jeu
"As"11 points
Lorsque cette carte est jouée, le joueur suivant passe purement et simplement son tour. Si c'est la première carte du talon, le premier à jouer sera alors le 2e joueur situé à droite du donneur. Si deux As sont posés, ce sont les deux joueurs suivants qui sautent leur tour.
Rois4 points
"Dames"30 points
Le joueur qui dépose cette carte doit choisir la couleur (il annoncera son choix en jouant la carte) ou de continuer dans la couleur demandée. S'il s'agit de la première carte du talon, le donneur choisira alors la couleur de départ.
Une Dame peut être jouée après n'importe quelle autre carte (mais pas après un As qui annule le tour du joueur). Si la Dame est abattue en dernière carte elle permet de défalquer 30 points au joueur.
Valets2 points
"10"10 points
Lorsque Le 10 est joué, le sens du jeu change. Autrement dit, si le jeu évoluait jusque-là dans le sens des aiguilles d'une montre, il devra alors évoluer maintenant dans le sens inverse... jusqu'à ce qu'un autre 10 soit joué. Idem si c'est la première carte du talon : le premier à jouer sera alors le joueur situé à droite du donneur.
Attention la règle du dix est une "nouveauté".
9 & 89 et 8 points
"7"0 points
C'est une carte bien particulière, et tout le jeu se polarise sur les "7" : le 7 permet de pénaliser le joueur suivant en l'obligeant de piocher trois cartes, sauf s'il a un sept qu'il peut alors abattre et c'est le joueur suivant qui doit prendre alors 6 cartes et ainsi de suite. La règle du 7 est valable même si le joueur abat sa dernière carte.

## Histoire du jeu
Il existe un célèbre club international de Mangarti à Canton (Guangzhou, Chine), dirigé par le mystérieux Basil Constantin. Le Mangarti, dans sa version cantonaise, a comme unique particularité que le perdant se voit transformé, par un dessin sur un cahier de jeu, en un cochon. Le club de mangarti de Canton a été créé par des étudiants étrangers de l'Université Zhongshan (Sun Yat-sen) de Canton.